# رودريغو ريبيرو
رودريغو ريبيرو هو مهندس برازيلي، ولد في 27 يناير 1979 في ريو دي جانيرو في البرازيل.

## روابط خارجية
- رودريغو ريبيرو على موقع DriverDB.com (الإنجليزية)